# Steriphopus
Steriphopus is een geslacht van spinnen uit de  familie van de Palpimanidae.

## Soorten
- Steriphopus crassipalpis Thorell, 1895
- Steriphopus lacertosus Simon, 1898
- Steriphopus macleayi (O. P.-Cambridge, 1873)